# Maria Banuș
Maria Banuș (10 avril 1914-14 juillet 1999) est une poétesse, écrivaine, traductrice et essayiste roumaine.